# Тереза Брамбілла
Тереза Брамбілла (23 жовтня 1813 — 15 липня 1895) — італійська оперна співачка (сопрано), яка запам'яталося тим, що створила роль Джильди в опері Верді «Ріголетто». Протягом 20 років кар'єри вона співала по всій Італії та в інших європейських містах, включаючи Париж, Барселону та Одесу.

## Життя та кар'єра
Народилася в Кассано-д'Адда в музичній родині. Тереза була однією з п'яти сестер, які всі стали оперними співачками. Її старша сестра Марієтта (1807—1875) була контральто, спеціалізувалася на ролях травесті й співала в прем'єрах кількох опер Доніцетті. Її молодша сестра Джузеппіна (1819—1903) також була контральто, виступала у великих оперних театрах Італії, Іспанії та Англії. Дві інші її сестри, Аннетта та Лауретта, були сопрано і виступали в основному в італійських оперних театрах. Як і її сестри, Тереза Брамбілла навчалася в Міланській консерваторії, де вперше познайомилася з Джузеппіною Стреппоні, однокурсницею і майбутньою дружиною Джузеппе Верді.
Після свого професійного дебюту в 1831 році Брамбілла спочатку співала в декількох менших оперних театрах на півночі Італії, але в 1833 році досягла значного успіху в міланському театрі «Каркано», співаючи Агнезе в «Беатріче ді Тенда» Белліні, а також у головній ролі сопрано у фільмі Філараванті «Le cantatrici villane». Потім вона з'явилася в Росії в Одеському оперному театрі, який на той час спеціалізувався на італійській опері.

В сезоні 1852/53 співала разом з Еміліо Ноденом.

По поверненню до Мілана в 1837 році вона співала разом зі своєю сестрою Марієттою в «Ла Скала» на світовій прем'єрі «In morte di Maria Malibran de Bériot», кантати на згадку про Марію Малібран у виконанні Гаетано Доніцетті, Джованні Пачіні, Саверіо Меркаданте, Ніколи Ваккаї та П'єтро Антоніо Коппола. Після співу в Барселоні вона повернулася до Ла Скали на сезон 1839/1840.